# Потоки (Єсенице)
Потоки (словен. Potoki) — поселення в общині Єсениці, Горенський регіон, Словенія. Висота над рівнем моря: 581 м.